# Sosibia dubiosa
Sosibia dubiosa är en insektsart som beskrevs av Ludwig Redtenbacher 1908. Sosibia dubiosa ingår i släktet Sosibia och familjen Diapheromeridae. Inga underarter finns listade i Catalogue of Life.